# Tastevin

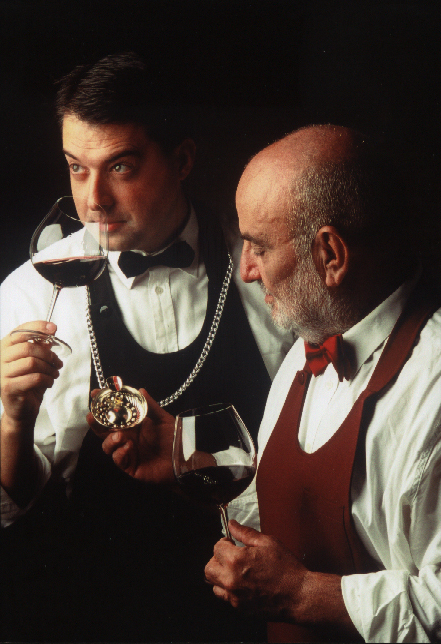
Un sommelier osserva il Tastevin Borgognone di un collega intento nell'esame olfattivo di un vino

Il tastevin (o anche scritto taste vin) è una piccola ciotola in argento o, più frequentemente, in metallo argentato, usato per la degustazione del vino che viene portato al collo come emblema dai sommelier. Una confraternita di sommelliers e conoscitori di vino che si riunisce nella Côte d'Or, la regione vinicola della Borgogna, è detta dei chevaliers du tastevin.

## Descrizione

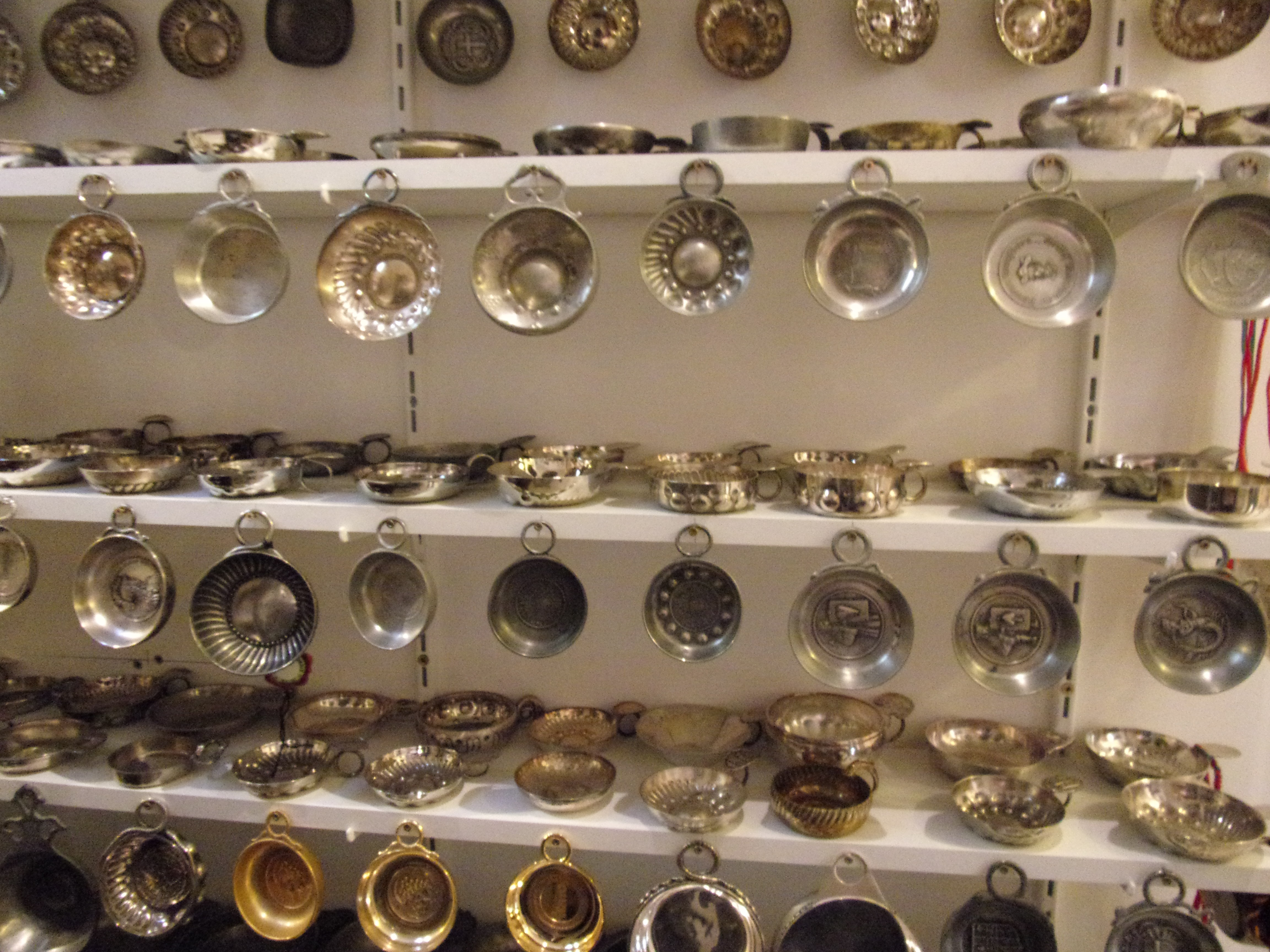
Taste vin esposti in un museo

Il tastevin era uno strumento di lavoro di chiunque fosse connesso al mercato vinicolo; facilmente trasportabile e infrangibile, consentiva un rapido apprezzamento del colore del vino e una rapida ossigenazione. Non è mai stato adatto per apprezzare il profumo del vino a causa della forma aperta. Conseguentemente oggi il tastevin non viene più utilizzato essendo ormai disponibili ovunque ottimi bicchieri di cristallo (di forme e dimensioni specifiche a seconda del tipo di vino esaminato). L'erede del tastevin è il cosiddetto Bicchiere ISO che, nonostante l'esistenza di numerose forme di bicchiere adatte a specifici vini, è usato come bicchiere standard da degustazione.
Le tipologie esistenti sono il Bordolese ed il Borgognone; quest'ultimo, adottato da varie associazioni di degustatori, ha un diametro di 8 cm ed è profondo 2 cm. Al centro si trova la bolla di livello che il vino versato non deve mai superare. Tutto intorno vi sono 14 bolle in rilievo con lo scopo di ossigenare al meglio il vino che viene fatto ruotare. Altre 8 perle concave di diversa profondità sono presenti su un lato e servono per l'esame visivo dei vini rossi, mentre sul lato opposto una serie di 17 nervature servono a far risaltare il colore dei vini bianchi.
Il tastevin non può essere utilizzato con gli spumanti perché non consente di valutare il perlage.